# Golianovo
Golianovo es un municipio del distrito de Nitra en la región de Nitra, Eslovaquia, con una población estimada a final del año 2024 de 2029 habitantes.
Se encuentra ubicado en el centro-oeste de la región, en el valle del río Nitra (cuenca hidrográfica del Danubio) y cerca de la frontera con la región de Trnava.

## Demografía
| Año        | 1994 | 2004    | 2014     | 2024     |
| ---------- | ---- | ------- | -------- | -------- |
| Población  | 1116 | 1196    | 1568     | 2029     |
| Diferencia |      | +7,16 % | +31,10 % | +29,40 % |

| Año        | 2023 | 2024    |
| ---------- | ---- | ------- |
| Población  | 2007 | 2029    |
| Diferencia |      | +1,09 % |